# جرد عربي
جرد عربي (باللاتينية: Meriones arimalius) نوع من القوارض من عائلة الفأريات. يتواجد بالسعودية و عمان.